# Spartochloa
Spartochloa és un gènere monotípic de plantes de la família de les poàcies. La seva única espècie: Spartochloa scirpoidea, és originària d'Austràlia on es troba a Austràlia Occidental.
És l'únic membre de la tribu  Spartochloeae.

## Descripció
És una planta herbàcia rizomatosa, copetuda i perennifòlia que aconsegueix una grandària de 0,3 a 1,5 m d'altura. Té flors de color verd / porpra, que es produeixen al setembre-octubre o febrer en sòls laterítics, sorra, argila, aflorament de granit o quarsita rarament.

## Taxonomia
Spartochloa scirpoidea va ser descrita per (Steud.) C.I.Hubb. i publicat a Kew Bulletin 7: 308. 1952.
Etimologia
Spartochloa: nom genèric que deriva del grec spartos (escombra) i chloe de la (herba), referint-se a l'hàbit de les plantes gairebé sense fulles.
scirpoidea: epítet
Sinonímia
- Brizopyrum scirpoideum Steud.
- Festuca scirpoidea (Steud.) F.Muell.
- Poa scirpoidea (Steud.) F. Muell.
- Schedonorus scirpoideus (Steud.) Benth.[5][6]